# Mary Fairfax
Mary Fairfax, AC OBE (primo voto Symonds, z domu Wein; 15 sierpnia 1922 w Warszawie, zm. 17 września 2017 w Double Bay) – australijska businesswoman i filantropka, urodzona w Polsce. Trzecia żona potentata mediowego sir Warwicka Fairfax. Po otrzymaniu przez niego Orderu Imperium Brytyjskiego w 1967 roku znana jako lady Fairfax. W styczniu 1987 roku stała się jedną z najbogatszych kobiet w Australii, gdyż odziedziczyła większość ogromnej fortuny męża.

## Życiorys
Maria Wein urodziła się w Warszawie w żydowskiej rodzinie, jako córka Anny (z domu Szpiegelglass) i Kevina Weina, syna młynarza. Wyemigrowała z rodzicami do Australii pod koniec lat 20. XX wieku by uciec przed falą antysemityzmu w Europie. Uczęszczała do Presbyterian Ladies College w Sydney, gdzie osiągała bardzo dobre wyniki z historii i chemii. Następnie stała się właścicielką kilku sklepów z sukniami w Sydney. W 1945 roku, Wein poślubiła prawnika Cedrica Symondsa, z którym miała jednego syna, Gartha. Pod koniec lat 50. rozpoczął się jej romans z Warwickiem Oswaldem Fairfaxem, dziedzicem rodziny Fairfax. W 1958 roku rozwiodła się z mężem, a następnie poślubiła Fairfaxa 4 lipca 1959 roku, zaledwie dzień po tym jak rozwiódł się on ze swoją drugą żoną. Przed ślubem zmieniła wyznanie z judaizmu na katolicyzm. Państwo Fairfax mieli troje dzieci: Warwicka Juniora, Annę i Charlesa.
Po śmierci męża, sir Warwicka, w 1987 roku, lady Fairfax wciąż mieszkała w jego domu rodzinnym, Fairwater, który był własnością rodziny Fairfax od 1900 roku. Przeprowadziła się na nowojorski Manhattan w roku 1988, po tym jak za 12 milionów dolarów kupiła penthouse znany jako „Chateau in the Sky” (Podniebny Zamek) i zajmujący najwyższą kondygnację hotelu Pierre na Piątej Alei. W 1999 roku sprzedała apartament finansiście Martinowi Zweig za 21,5 miliona dolarów i wróciła do Australii. Ów penthouse na Manhattanie stał się później najdroższym penthousem w Nowym Jorku i w 2013 roku został wystawiony na sprzedaż za cenę wyjściową w wysokości 125 milionów dolarów. Po czterech latach na rynku sprzedano nieruchomość Howardowi Lutnickowi, Prezesowi Cantor Fitzgerald za znacznie obniżoną cenę w wysokości 44 milionów dolarów. W chwili gdy lady Fairfax kupiła apartament, lista jego poprzednich mieszkańców obejmowała takie osobistości jak Jean Paul Getty, Elizabeth Taylor, Yves Saint-Laurent i Mohamed al-Fayed.
Zmarła z przyczyn naturalnych w swoim domu 17 września 2017 roku.

## Odznaczenia, majątek i filantropia
W uznaniu dla jej służby na rzecz społeczeństwa Fairfax została mianowana Oficerem Orderu Imperium Brytyjskiego (OBE) w 1976 roku. W 1988 roku została członkinią Orderu Australii, a w 2005 roku nadano jej rangę Kawalera Orderu Australii, za „pracę społeczną niosącą za sobą szeroki wachlarz społecznych i gospodarczych korzyści poprzez wsparcie i działalność filantropijną na rzecz inicjatyw związanych z badaniami medycznymi, służbą zdrowia, rozwijaniem talentów artystycznych wśród młodych ludzi oraz dbałością o zachowanie różnorodnego dziedzictwa kulturowego”.
Majątek osobisty Lady Fairfax został oszacowany w 2012 roku przez magazyn BRW na 418 milionów dolarów australijskich. W jego skład wchodził teren mieszkalny o nazwie Harrington Park, w pobliżu Camden w Nowej Południowej Walii. Harrington Park to nazwa rancza będącego niegdyś własnością sir Warwicka i lady Fairfax.
Lady Fairfax była przewodniczącą, założycielką i prezeską Friends of The Australian Ballet (Towarzystwa Przyjaciół Australijskiego Baletu) i prezeską Australian Opera Foundation w latach 70. Do działalności dobroczynnej Lady Fairfax zaliczyć można podarowanie z okazji jej osiemdziesiątych urodzin w 2002 roku 750 tys. dolarów australijskich Fundacji Św Wincenta (St Vincent’s Foundation) i 250 tys. dolarów australijskich Fundacji Garvana (Garvan Foundation).